# NGC 5325B
NGC 5325B (другие обозначения — MCG 7-28-81, MCG 6-30-103, PGC 49152) — галактика в созвездии Гончие Псы.
Этот объект не входит в число перечисленных в оригинальной редакции «Нового общего каталога» и был добавлен позднее.